# 古賀輝
古賀 輝（こが あきら、1994年3月8日 - ）は、日本の男子バドミントン選手。ジェイテクトStingers所属。2歳下の弟にAC長野パルセイロバドミントン部所属の古賀穂がいる。

## 経歴
両親の影響でバドミントンをはじめる。埼玉栄中学校・高等学校でバドミントンをプレーし、2011年高校3年の全国高校総体では、決勝で桃田賢斗を破り男子シングルスで優勝した。
その後は早稲田大学に進学し、同学年の齋藤太一とペアを組む。全日本学生選手権では、1年時から男子ダブルスで優勝、4年間通して3度優勝した。
2012年 ナショナルバックアップチーム選出。
2013年 日本代表(シングルス)選出。
2015年 日本B代表(男子ダブルス)選出。
2016年にNTT東日本に入社。背番号11。引き続き齋藤太一とペア組みダブルスを続けるが、2年弱シングルスも続ける。
2018年 日本B代表(男子ダブルス)再選出。
2020年 日本A代表(男子ダブルス)選出(～2024年)。
2021年のインドネシア・オープンでは、準々決勝で第4シードのファジャル・アルフィアン / ムハマド・リアン・アルディアントを破り、BWFワールドツアースーパー1000で初めてベスト4入りを果たした。
2022年のトマス杯では、渡辺勇大と即席ペアを組み、強豪インドネシアの第2ダブルスのファジャル・アルフィアン / ムハマド・リアン・アルディアントを破るなど、日本代表チームに貢献した。
2023年 全日本総合バドミントン選手権大会男子ダブルス優勝(パートナー：齋藤太一)。
2024年5月 日本代表引退。
2024年 全日本社会人バドミントン選手権大会(鳥取県) 混合ダブルス優勝(パートナー：福島由紀)。
2024年 SAGA2024国民スポーツ大会バドミントン競技 東京都優勝(メンバー：古賀輝、武井凜生、沖本優大)。
2024年 全日本総合バドミントン選手権大会混合ダブルス第3位(パートナー：福島由紀)。
2025年2月、自身のSNSで2025年3月末でNTT東日本バドミントンチームを退部することを発表。
2025年4月よりジェイテクトStingers所属。背番号16。